# 东兴乡 (林甸县)
东兴乡是中华人民共和国黑龙江省大庆市林甸县下辖的一个乡镇级行政单位，其邮政编码是166331。2013年，东兴乡被黑龙江省大庆市曲艺家协会、地方戏艺术家协会、二人转艺术创作研究会、文联联合授予“曲艺之乡”的荣誉称号。

## 行政区划
东兴乡下辖以下地区：新胜村、勤俭村、旭日村、红阳村、义和村、长发村、东兴村、福兴村、丰产村、创业村和原种场。